# Lamotte-Warfusée
Lamotte-Warfusée è un comune francese di 615 abitanti situato nel dipartimento della Somme nella regione dell'Alta Francia.

## Società

### Evoluzione demografica
Abitanti censiti